# Гросс, Арнольд
Арнольд Гросс (венг. Gross Arnold; 25 ноября 1929, Торда, Румыния — 22 января 2015, Будапешт, Венгрия) — венгерский художник, удостоенный высокого звания Художник нации.

## Биография
Родился в трансильванском городе Торда 25 ноября 1929 года в армяно-венгерской семье.
Его отец был художником, поэтому он был его первым учителем. В 1946 году Арнольд Гросс приехал в Будапешт. В 1953 году окончил Колледж изящных искусств.
Он стал популярен благодаря своим богато детализированным офортам. Благодаря своей типичной технике раскрашивания все его гравюры отличаются друг от друга.
Уже с пятидесятых годов у него было несколько персональных выставок в Венгрии, но он был также частым гостем зарубежных выставочных залов, его картины выставлялись в Риме, Вене, Гамбурге, Лондоне и даже в Токио и Лос-Анджелесе.